# Permingeatit
Permingeatit (IMA-Symbol Pmg) ist ein sehr selten vorkommendes Mineral aus der Mineralklasse der „Sulfide und Sulfosalze“ mit der chemischen Zusammensetzung Cu3SbSe4 und damit chemisch gesehen ein Kupfer-Antimon-Selenid. Als chemische Verwandte der Sulfide werden die Selenide in die gleiche Mineralklasse eingeordnet.
Permingeatit kristallisiert im tetragonalen Kristallsystem und konnte bisher nur in Form von mikroskopisch kleinen Körnern und Einschlüssen in Hakit gefunden werden. Permingeatit ist in jeder Form undurchsichtig (opak) und zeigt auf polierten Flächen eine hellbräunlichrosa Farbe.

## Etymologie und Geschichte
Erstmals entdeckt wurde Permingeatit in einem Carbonat-Gang in der Uranlagerstätte Předbořice (Predborice) nahe dem gleichnamigen Ort in der Gemeinde Kovářov im tschechischen Okres Písek. Analysiert und erstbeschrieben wurde das Mineral durch Zdenek Johan, Paul Picot, Roland Pierrot, Milan Kvaček, die es nach dem französischen Mineralogen François Permingeat (1917–1988) benannten.
Das Mineralogenteam sandte seine Untersuchungsergebnisse und den gewählten Namen 1971 zur Prüfung an die International Mineralogical Association (interne Eingangs-Nr. der IMA: 1971-003), die den Permingeatit noch im gleichen Jahr als eigenständige Mineralart anerkannte. Ebenfalls im gleichen Jahr erfolgte die Publikation der Erstbeschreibung im französischen Fachmagazin Bulletin de la Société Française de Minéralogie et de Cristallographie. Offiziell bestätigt wurde die Anerkennung 1972 mit der Publikation der New mineral names im Fachmagazin American Mineralogist.
Das Typmaterial des Minerals wird in der Karls-Universität Prag (CUP) und der École nationale supérieure des mines de Paris (ENSM) unter der Katalog-Nr. 50938 aufbewahrt.

## Klassifikation
In der  veralteten 8. Auflage der Mineralsystematik nach Strunz ist der Permingeatit noch nicht verzeichnet.
Im zuletzt 2018 überarbeiteten und aktualisierten Lapis-Mineralienverzeichnis nach Stefan Weiß, das sich aus Rücksicht auf private Sammler und institutionelle Sammlungen noch nach dieser alten Form der Systematik von Karl Hugo Strunz richtet, erhielt das Mineral die System- und Mineral-Nr. II/C.06-30. In der „Lapis-Systematik“ entspricht dies der Klasse der „Sulfide und Sulfosalze“ und dort der Abteilung „Sulfide mit dem Stoffmengenverhältnis Metall : S,Se,Te ≈ 1 : 1“, wo Permingeatit zusammen mit Barquillit, Briartit, Černýit, Famatinit, Ferrokësterit, Hocartit, Kësterit, Keutschit, Kuramit, Luzonit, Petrukit, Pirquitasit, Rhodostannit, Sakuraiit, Stannit, Toyohait und Velikit die die „Stannitgruppe“ mit der System-Nr. II/C.06 bildet.
Die von der IMA zuletzt 2009 aktualisierte 9. Auflage der Strunz’schen Mineralsystematik ordnet den Permingeatit ebenfalls in die Klasse der „Sulfide und Sulfosalze“, dort allerdings in die Abteilung der Sulfarsenate ein. Diese Abteilung ist zudem weiter unterteilt nach der Kristallstruktur, so dass das Mineral entsprechend seinem Aufbau in der Unterabteilung der „Sulfarsenate mit (As,Sb)S4-Tetraedern“ zu finden ist, wo es zusammen mit Barquillit, Briartit, Famatinit und Luzonit die „Luzonitgruppe“ mit der System-Nr. 2.KA.10 bildet.
Auch die vorwiegend im englischen Sprachraum gebräuchliche Systematik der Minerale nach Dana ordnet den Permingeatit in die Klasse der „Sulfide und Sulfosalze“ und dort in die Abteilung der „Sulfidminerale“ ein. Hier ist er zusammen mit Famatinit und Luzonit in der „Luzonitgruppe“ mit der System-Nr. 03.02.02 innerhalb der Unterabteilung „Sulfosalze mit dem Verhältnis z/y = 4 und der Zusammensetzung (A+)i(A2+)j[ByCz], A = Metalle, B = Halbmetalle, C = Nichtmetalle“ zu finden.

## Kristallstruktur
Permingeatit kristallisiert in der tetragonalen Raumgruppe I42m (Raumgruppen-Nr. 121) mit den Gitterparametern a = 5,63 Å und c = 11,23 Å sowie 2 Formeleinheiten pro Elementarzelle.

## Eigenschaften
Permingeatit ist thermoelektrisch.

## Bildung und Fundorte
Permingeatit bildet sich hydrothermal in niedriggradigen (epithermalen) Gängen. Als Begleitminerale treten unter anderem Berzelianit, Calcit, Chalkopyrit, Clausthalit, Eskebornit, Ferroselit, Goethit, gediegen Gold, Hakit, Hämatit, Klockmannit, Naumannit, Pyrit, Tetraedrit, Umangit und Uraninit auf.
Außer an seiner Typlokalität Předbořice in Südböhmen konnte das Mineral in Tschechien bisher nur noch in den Uranlagerstätten „11A“ bei Bytíz und „16“ bei Háje in der Gemeinde Háje u Příbramě (Mittelböhmen) sowie in den Urangruben „Bukau“ (auch Bukov) und „Peterswald“ (Petrovice) in der Gemeinde Rožná (Žďár nad Sázavou) im Hochland.
Der bisher einzige deutsche Fundort ist das Lagerstättenrevier Schlema-Alberoda im sächsischen Erzgebirgskreis.
Der einzige weitere bisher dokumentierte Fundort (Stand 2022) ist eine Kupfer-Molybdän-Lageerstätte im Gebiet um Tsogttsetsii in der Provinz Süd-Gobi der Mongolei.